# Grzegorz Gowin
Grzegorz Jacek Gowin (ur. 15 września 1973 w Puławach) – polski piłkarz ręczny rozgrywający, wielokrotny reprezentant Polski oraz trener.
Karierę zawodniczą rozpoczął w 1993 w Wiśle Puławy, a zakończył w 2013 w Zagłębiu Lubin. Reprezentant Polski w latach 1993–2001 (rozegrał 86 meczów i zdobył 291 bramek). W lutym 2015 rozpoczął karierę trenerską w pierwszoligowym ŚKPR Świdnica.
Startował do Sejmu w okręgu krakowskim w 2019 z listy Koalicji Bezpartyjni i Samorządowcy i w 2023 z ramienia tego samego środowiska (listy Bezpartyjnych Samorządowców).